# Жуковы
Жу́ковы — русские дворянские роды.

## Происхождение и история рода
Легендарным родоначальником одного из них считается грек Иоанн Самолвин, по легенде прибывший из Константинополя с царевной Анной, невестой святого Владимира, и получивший от великого князя прозвище Жук. Реально подтверждённый их потомок, Василий Васильевич Жуков, владел в 1476 поместьями в Новгородской области. В 1573 году опричниками Ивана Грозного числились: Гаврила, Дмитрий Семёнович, Афанасий, Пешек и Фёдор Жуковы. Многие Жуковы служили головами московских стрельцов, стольниками и стряпчими. Этот Род внесён в VI часть родословной книги Нижегородской губернии (Гербовник, VI, 6). К этой ветви рода относится первый вице-спикер Государственной Думы Федерального Собрания Российской Федерации Жуков, Александр Дмитриевич.
Два другие рода Жуковых, внесённые в VI часть родословной книги Тамбовской, Московской и Калужской губерний (Гербовник VI, 25), восходят к XVI веку, ещё два, внесённые в VI часть родословной книги Оренбургской и Рязанской губерний — к XVII веку.
Остальные роды Жуковых (всего — 24), более позднего происхождения. Одни из них входили в Родословную книгу Дворянского собрания Смоленской губернии. Высочайше утверждённым 11 июня 1865 г., мнением Государственного Совета и, согласно определению Правительствующего Сената от 20 января того же года, возведен в потомственное дворянство хорунжий Кубанского казачьего войска Василий Жуков, по заслугам отца его, отставного есаула Сидора Жукова, произведенного в первый обер-офицерский чин до издания Высочайшего манифеста 11 июня 1845 года. Определением же Правительствующего Сената от 11 февраля 1874 года, утверждены в потомственном дворянстве, с правом на внесение во вторую часть дворянской родословной книги, дети полковника Семена Сидоровича Жукова: сын Семён и дочери Олимпиада, Александра и Анна, по чину полковника, полученному отцом их в 1873 году (Гербовник, XIII, 119).
Два рода Жуковых относятся к малороссийскому дворянству: потомки войскового товарища Романа Жукова (XVIII век, герб Жуковский) и полтавского полковника Фёдора Жученко († 1709, герб ПрусIII).

## Геральдика
|  | Гербовник (VI, 6) В щите, имеющем голубое поле, изображены золотой крест и серебряная подкова, шипами вверх обращённая, а внизу оной крестообразно положены две масличные ветви. Щит увенчан обыкновенным дворянским шлемом с дворянской на нём короной. Намёт на щите голубой, подложен золотом. |
|  | Гербовник (VI, 25) В щите, имеющем голубое поле, изображены золотой крест и серебряная подкова, шипами вниз обращённая; по сторонам креста и в середине подковы означены три шестиугольных звезды. Щит увенчан обыкновенным дворянским шлемом с дворянской на нём короной. Намёт на щите голубой, подложен золотом и серебром. |
|  | |
|  | |
|  | Гербовник (XIII, 119) В золотом щите чёрный жук. В лазоревой главе щита накрест две серебряные булавы. Над щитом дворянский шлем с короной. Нашлемник: рука в лазоревой одежде с серебряным обшлагом вытянута вверх и держит серебряный кинжал с золотой рукояткой. Намёт: справа — чёрный с золотом, слева — лазоревый с серебром. Щитодержатели: два чёрных коня с золотыми глазами, языками и копытами. Девиз: «ЧЕСТЬ ПОБЕЖДАЕТ ВСЕ» черными буквами на золотой ленте. |
|  | Герб потомства Романа Жукова: в щите красного поля — меч, сопровождаемый с боков двумя звездами и снизу золотым полумесяцем. Нашлемник павлиний хвост, обремененный подобным мечом, сопровождаемым полумесяцем. |

## Известные представители
- Жуков Василий — дьяк (1493). Сопровождал из Москвы в Вильну дочь великого князя Ивана III, княжну Елену Ивановну, невесту литовского великого князя Александра (1495).
- Жуков Василий Васильевич — дьяк, упоминается в походах: казанском (1544), шведском (1549).
- Жуков Пётр Михайлович — воевода в Казанском походе (1544), шведском (1549), полоцком (1551), воевода г. Рязани (1545).
- Жуков Гаврила Константинович — дьяк (1566).
- Жуков Пашко Андреевич — дьяк Холопьего приказа (1585—1605).
- Жуков Яков Андреевич — стряпчий (1627—1640). стольник (1658—1668).
- Жуков Андрей Иванович — московский дворянин (1627—1629).
- Жуков Василий Иванович — московский дворянин (1627—1640), воевода в Юрьев-Польском (1629—1630), в Каргополе (1648).
- Жуков Роман Васильевич — московский дворянин (1658).
- Жуков Елизар Поликарпович — стольник (1675), потом полковник.
- Жуков Дмитрий Иванович — воевода в Кунгуре (1680).
- Жуковы: Пётр Алексеевич и Михаил Дмитриевич — стольники царицы Прасковьи Фёдоровны (1686—1692).
- Жуков Семён Елизарович — стольник, подполковник Смоленского полка (1692—1698).
- Жуков Дмитрий — стрелецкий полковник (1694).
- Жуковы: Андрей Фёдорович, Александр Яковлевич, Иван и Акинфей Матвеевичи — московские дворяне (1679—1692).
- Жуковы: Дмитрий Романович, Денис Матвеевич, Пётр Алексеевич, Михаил Алексеевич, Елизарий Поликарпович — стольники Петра I.
- Жукова Анна — постельница царевны Марфы Алексеевны (сестра Петра I)[5][6].
- Жукова Варвара Михайловна — фрейлина (1796).
- Жуков Афанасий Семенович (ум. 1792) — генерал-поручик. Женат на Феодоре Николаевне Ивановой, сестре известной «Салтычихи» и внучке знаменитого думного дьяка, видного деятеля, времён Петра I Великого, обладателя колоссальных богатств, включавших 16000 душ и огромные капиталы, Автонома Ивановича Иванова.
- Жуков Михаил Михайлович — генерал-поручик, сенатор, кавалер ордена Св. Александра Невского, действительный тайный советник (1798).
- Жуков Николай Иванович (ум. 1847) — Костромской губернатор[7][8].